# ジョン・ドハーティ
Ken Doherty (Michigan track coach).jpg
ジョン・ドハティー（John Kenneth "Kack" Doherty、1905年5月16日- 1996年4月19日）は、アメリカ合衆国の陸上競技選手。1928年アムステルダムオリンピックの銅メダリストである。

## 経歴
ドハティーはカナダから移住してきた両親のもとにミシガン州デトロイトで誕生。陸上競技選手として、大学入学前から複数の種目を行っていた。大学入学後、かつてオリンピック候補選手だった優秀なコーチの下について十種競技のトレーニングを積み成長していった。1928年には全米選手権を制覇し、アムステルダムオリンピック出場を決めると、同大会で銅メダルを獲得。翌年、コロラド州デンバーで行われた全米選手権で、1日で10種目すべてを行うという過酷な条件の中、7784ポイントの米国新記録で2連覇。. 
ドハティーは誠実な人柄と、オリンピックの銅メダリストというキャリアから、その後プリンストン大学、ミシガン大学、ペンシルベニア大学でもコーチとして活躍し、1968年に引退。1971年には、陸上競技のコーチングの名著として知られる「Track and Field Omnibook」を著した。